# Hurtigheim
Hurtigheim je občina v departmaju Bas-Rhin francoske regije Alzacija.
Leta 1990 je v občini živelo 367 oseb oz. 79 oseb/km².